# 꼬마 신랑 3
"꼬마 신랑 3"는 1971년 공개된 대한민국의 영화이다.

## 배역
- 문희
- 김정훈